# بری آیچیسون
بری آیچیسون (انگلیسی: Barrie Aitchison; ۱۵ نوامبر ۱۹۳۷ – ۲۳ نوامبر ۲۰۲۱) بازیکن فوتبال اهل بریتانیا بود.
از باشگاه‌هایی که در آن بازی کرده‌است می‌توان به باشگاه فوتبال بری تاون، باشگاه فوتبال تاتنهام هاتسپر، و باشگاه فوتبال کولچستر یونایتد اشاره کرد.